# Воймежный (платформа)
Войме́жный — остановочный пункт Казанского направления Московской железной дороги в городском округе Шатура Московской области. Названа по поселку, расположенному на севере от неё, который, в свою очередь, назван по реке Воймега, протекающей неподалёку от платформы.
На платформе останавливаются около 17 пар электропоездов в сутки маршрутов Москва-Казанская — Черусти и Куровская — Черусти. Имеется одна островная платформа и два пути. Из зданий имеется туалет и здание для пассажиров.
Ранее была промежуточной станцией 5 класса. Закрыта в 2011 году, код ЕСР сменён с 233006 на 232323.